# 和白飛行場
和白飛行場（わじろひこうじょう）は、現在の福岡県福岡市東区塩浜3丁目に存在していた水上機用の飛行場。和白海軍飛行場と表記されることもある。

## 概要
九州飛行機が生産していた零式小型水上機の試験飛行に用いられた。
1945年の米軍の資料では、「補助的な水上機基地」と分類されており、小さな傾斜路およびいくつかの格納庫・建物があったと記されている。

## 遺構
試作機を海に下ろすためのスロープが残存している。
- スロープを海側から。手すりのある展望デッキは後世に整備されたものである。（2021年10月撮影）
- スロープを上側から。侵食が進んでいる。（2021年10月撮影）